# Sauerstoff-Minimum-Zone
Eine Sauerstoff-Minimum-Zone (oder Sauerstoffminimumzone, englisch oxygen minimum zone, OMZ) bezeichnet in der Hydrologie einen Bereich der Wassersäule in einem Gewässer, in der der Sauerstoffgehalt vergleichsweise gering ist. Im Extremfall können sauerstoffatmende (aerobe) Organismen dort dauerhaft nicht mehr existieren. Der Ausdruck wird vor allem für großflächige Bereiche in den Ozeanen verwendet, in denen das Phänomen natürlicherweise auftritt.
Sauerstoffmangel selbst, Hypoxie genannt, tritt außerdem in einer Vielzahl von Gewässern auch unter anderen ökologischen Bedingungen auf und ist hier dann häufig vom Menschen verursacht.

## Ozeanographie

Natürliche und menschgemachte Sauerstoff-Minimum-Zonen in den Meeren, 2017.

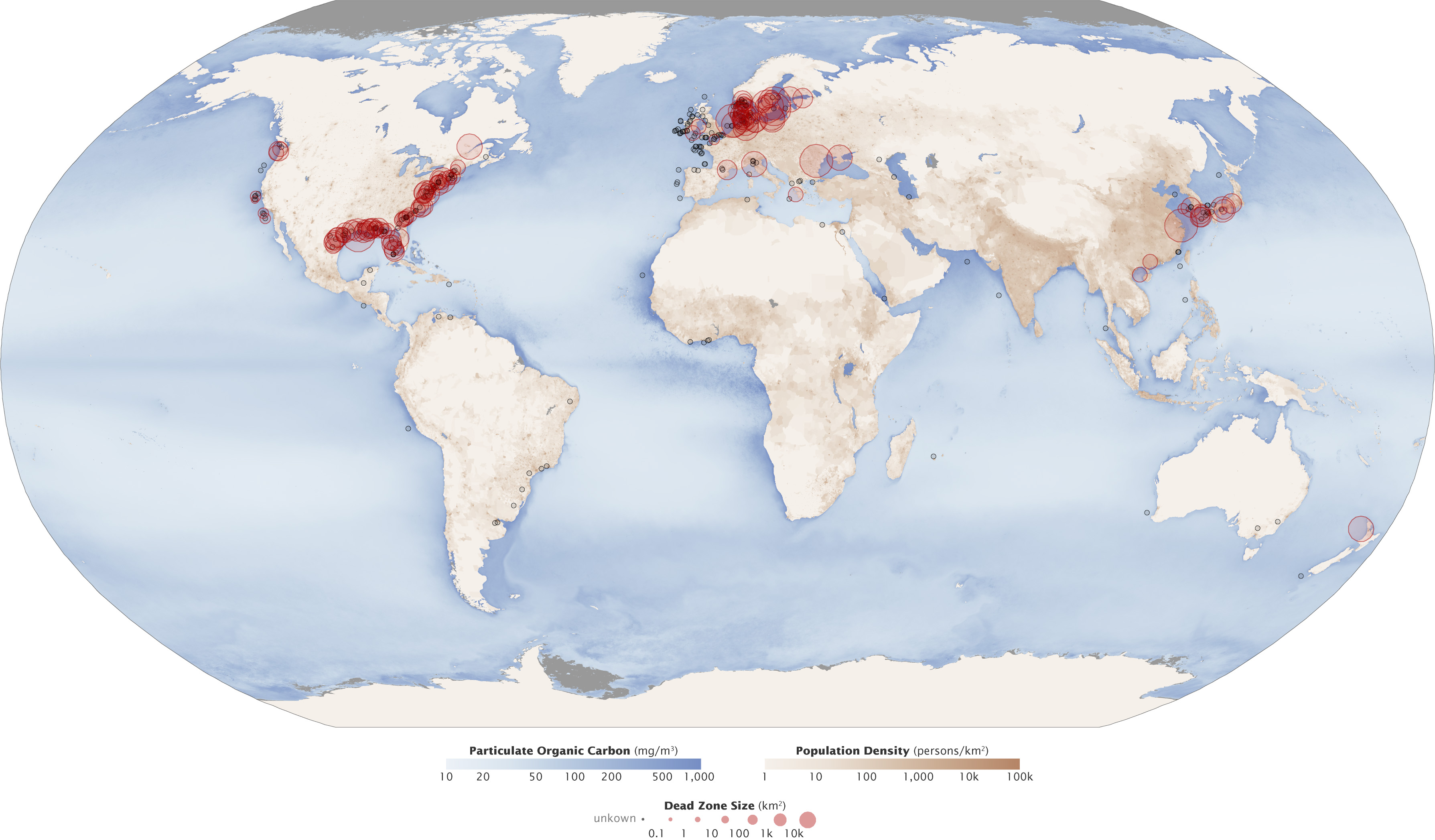
Sauerstoff-Minimum-Zonen, Juli 2010

Durch Auftrieb gelangt in besonderen, durch besondere geophysikalische Bedingungen ausgezeichneten, Regionen der Ozeane verstärkt Tiefenwasser in die belichtete (photische oder auch trophogene) Zone nahe der Oberfläche, wo es aufgrund dieser Nährstoffzufuhr zu einer stark angeregten Produktion einzelliger Algen, des Phytoplankton, kommt, die bis hin zu Algenblüten führen kann. Nach dem Absterben sinken diese Phytoplankter, die normalerweise um ein Weniges schwerer sind als das umgebende Wasser, langsam nach unten, wobei ihre Biomasse durch Bakterien abgebaut wird. Da dieser Abbau aerob, unter Sauerstoffverbrauch, erfolgt, verarmt das umgebende Meerwasser in einer bestimmten Tiefe unterhalb der trophogenen Zone an Sauerstoff. Dieser kann hier weder durch Nachlieferung aus der Luft noch durch Produktion von Algen rasch nachgeliefert werden, da unterhalb der belichteten Zone keine Algen mehr wachsen können. Dadurch entstehen in mittleren Tiefen im freien Wasser ausgeprägte Zonen, in denen der Sauerstoffgehalt über längere Zeiträume vermindert ist, wenn hohe Biomasseproduktion mit weiteren ungünstigen Faktoren wie geringer Turbulenz und Strömungsgeschwindigkeit und bereits im Ausgangszustand relativ sauerstoffarmem Wasser zusammenkommt. Sauerstoff gelangt aus den Oberflächenschichten durch Diffusion langsam in die Tiefe, aber auch durch vertikale turbulente Vermischung, z. B. durch interne Wellen, dies wirkt dem Prozess entgegen.
Je nach gewähltem Schwellenwert werden Bereiche mit Sauerstoffkonzentrationen von 0,5 Milligramm (etwa 7,5 Prozent Sättigung, 22 Mikromol) oder erst ab 0,2 Milligramm pro Liter als Minimumzonen gerechnet. Bereiche, in denen die Sauerstoffkonzentration unter 10 Mikromol pro Kilogramm Seewasser fällt, werden suboxisch genannt. Je nach Organismengruppe ist aber bereits unterhalb von 60 bis 120 Mikromol pro Kilogramm mit deutlichen biologischen Auswirkungen zu rechnen, dies wird als hypoxisch bezeichnet. In suboxischen Regionen kommt es bei Vorhandensein freien Nitrats zu Nitratatmung von Bakterienarten.
Trifft das an Sauerstoff verarmte Wasser durch Strömungen auf das Kontinentalschelf, können auch auf dem Meeresgrund ausgedehnte hypoxische Zonen entstehen. Durch Messungen ist belegt, dass einige von diesen schon (mindestens) über Jahrhunderte bestehen. In den Ozeanen liegen die Zonen minimaler Sauerstoffsättigung meist zwischen 200 Metern bis 1.000 Metern Tiefe, sie können ausnahmsweise aber auch in flacheren Wassertiefen bis hin zu etwa 20 Meter Tiefe auftreten, vor allem vor der südamerikanischen Küste. Sie können eine maximale Höhenausdehnung von 1.000 Metern erreichen oder sogar überschreiten. Die Ausdehnung der betroffenen Zonen am Meeresboden wurde auf über eine Million Quadratkilometer abgeschätzt.

## Auftreten
Sauerstoff-Minimum-Zonen entstehen vor allem in Bereichen, in denen die thermohaline Zirkulation Meeresströmungen auf quer verlaufende Küsten zulenkt, diese hängen durch den Einfluss des Windes (über Ekman-Transport) auch von den vorherrschenden Windrichtungen ab. Ausgedehnte Zonen sind bekannt aus dem östlichen tropischen Pazifik, vor der amerikanischen Westküste, und dem nördlichen tropischen Indischen Ozean im Arabischen Meer und im Golf von Bengalen. Hypoxisch, und damit etwas weniger stark betroffen, sind ausgedehnte Bereiche des tropischen Atlantik, vor der afrikanischen Westküste nördlich und, vor allem, südlich des Golf von Guinea. Ihre größte Ausdehnung im östlichen Pazifik wird damit in Verbindung gebracht, dass sich das Wasser in den mittleren Tiefen hier nur selten austauscht und bereits das zuströmende Wasser etwas an Sauerstoff verarmt ist. Durch die Folgen der menschengemachten Klimaerwärmung wird die Vergrößerung, möglicherweise auch weiter in außertropische Meere, prognostiziert. Es gibt Hinweise darauf, dass sie sich seit 1960 bis heute bereits ausgedehnt haben. In hypoxischen Zonen erreicht, durch den verzögerten Abbau unter sauerstoffarmen Umweltbedingungen, mehr Biomasse den Meeresboden, wodurch anoxische, oft schwarz gefärbte Sedimente entstehen. Da in diesen weniger Organismen leben können, die das Sediment über Bioturbation umlagern, handelt es sich um einen sich selbst verstärkenden Prozess.

## Unterschied zu sauerstoffarmen flachen Meeresbecken
Die so entstandenen Sauerstoff-Minimum-Zonen sind also im Kern ein natürliches Phänomen, wenn auch menschliche Einflüsse sich vielfältig auf sie auswirken. Sie sind aber deutlich zu unterscheiden von Sauerstoffminima, die infolge eines von Menschen verursachten (anthropogenen) Nährstoffeintrags (durch Eutrophierung zum Beispiel von einmündenden Flüssen) in flachen Nebenmeeren oder Buchten entstehen können. Diese sind in großer Ausdehnung etwa aus der Ostsee (zeitweise 84.000 Quadratkilometer), aus dem Golf von Mexiko (zeitweise 20.000 Quadratkilometer) und dem Schwarzen Meer bekannt geworden, treten aber kleinräumiger auch in vielen anderen Regionen auf, so etwa in vielen norwegischen Fjorden. Die in Auftriebsregionen vorkommenden Sauerstoff-Minimum-Zonen sind weitaus ausgedehnter und treten auch im offenen Ozean auf.

## Auswirkungen
Solange der Sauerstoffgehalt im Seewasser nur vermindert ist, aber keine Hypoxie auftritt, ist noch mit höherem Leben zu rechnen. Spätestens unterhalb von etwa 0,1 Millimol Sauerstoff pro Liter treten fast nur noch Protozoen und Organismen der Meiofauna auf, größere fehlen. Diese kleinen Formen können aber in gegenüber normalen Verhältnissen stark erhöhen Dichten auftreten. Viele pelagische Arten versuchen die Aufnahme von Sauerstoff zu erhöhen, zum Beispiel durch Atembewegungen mit erhöhter Diffusionsrate, andere schränken die Aktivität ein, um den Bedarf zu vermindern. Planktische Arten führen tägliche Vertikalwanderungen in die belichtete Zone mit höheren Sauerstoffgehalten aus. Solche Wanderungen können aber durch die Atmung der Organismen den Prozess sogar verstärken. Viele Tiere sinken bis zu den oberen Rändern der Sauerstoff-Minimum-Zonen ab, wo sie vor vielen Fressfeinden sicherer sind, aber auch zusätzlichen Sauerstoff verbrauchen.
Viele angepasste Arten besitzen vergrößerte Kiemen oder Blutpigmente mit höherer Affinität zu Sauerstoff (bekannt etwa bei der Muschel Gnathophausia ingens oder dem Skorpionfisch Sebastolobus alascanus). Aus Sedimenten sind viele Arten bekannt, die durch Hämoglobine rot gefärbtes Blut aufweisen, auch wenn dies bei nahe verwandten Arten aus anderen Regionen nicht auftritt.
Auf Sedimenten, die in Schelfbereichen im Bereich von Sauerstoff-Minimum-Zonen liegen, ist die Biodiversität stark vermindert. Filamentöse (Fäden bildende) nicht-autotrophe Schwefelbakterien der Gattungen Thioploca und Beggiatoa können auffallende Matten oder rasenartige Überzüge bilden, die 120 Gramm Biomasse pro Quadratmeter erreichen können. Vor der afrikanischen Küste tritt häufig das Riesenbakterium Thiomargarita namibiensis auf, mit Zelldurchmessern von bis zu 750 Mikrometern vielleicht die größte Bakterienart überhaupt. In den Matten lebt an der pazifischen Küste die Springkrebs-Art Pleuroncodes monodon, die sie als Nahrung abweidet. Im Sediment selbst leben vor allem Arten mit besonders dünnem, wurmartigen Körper mit vergrößerten Kiemen, oft besonders kleine Arten. Häufigste Tiergruppe sind oft die Nematoden. Innerhalb der Foraminiferen ist eine deutliche Zunahme kleinerer Arten in den Sauerstoff-Minimum-Zonen nachgewiesen.
Zu den Meereslebewesen, die mit einer geringen Sauerstoffkonzentration gut zurechtkommen, gehören beispielsweise der Tiefsee-Krebs Phronima sedentaria, der Vampirtintenfisch und einige Quallen, wie die Gelbe Haarqualle, da diese Quallen bei Experimenten im Mesogloea (ein gallertartiges Gewebe) ausreichend Sauerstoff für ein bis zwei Stunden speichern konnten.

## Sauerstoffminima in stehendem Süßwasser

### Metalimnisches Sauerstoffminimum
Ähnlich wie in den Ozeanen gibt es auch in stehenden Gewässern Bereiche mit minimaler Sauerstoffkonzentration. In einem geschichteten See entsteht zwischen der oberen Wasserschicht, dem Epilimnion und der unteren, dem Hypolimnion, eine Übergangs-Wasserschicht, das Metalimnion. Dort kann es sowohl zu einem metalimnischen Sauerstoffminimum als auch zu einem metalimnischen Sauerstoffmaximum kommen. Letzteres entsteht, wenn in dieser Zone verstärkt sauerstoffproduzierende Algen vorkommen.